# Каспер, Вальтер
Вальтер Каспер (нем. Walter Kasper; род. 5 марта 1933, Хайденхайм-на-Бренце, Баден-Вюртемберг, Германия) — немецкий кардинал. Епископ Ротенбург-Штутгарта с 4 апреля 1989 по 31 мая 1999 года. Секретарь Папского Совета по содействию христианскому единству с 16 марта 1999 по 3 марта 2001 года. Председатель Папского Совета по содействию христианскому единству Римской курии с 3 марта 2001 по 1 июля 2010 года. Кардинал-дьякон с титулярной диаконией Оньиссанти-ин-виа-Аппиа-Нуова с 21 февраля 2001 по 21 февраля 2011 года. Кардинал-священник с титулом церкви pro hac vice Оньиссанти-ин-виа-Аппиа-Нуова c 21 февраля 2011 года. Участник Конклава 2013 года.

## Начало пути
Родился Вальтер Каспер 3 марта 1933 года в Хайденхайме-на-Бренце (нем. Heidenheim an der Brenz), диоцез Роттенбург-Штутгарт Германия. Окончил семинарию в Тюбингене (философия и докторантура богословия) и семинарию в Мюнхене (богословие).
Каспер был посвящён в священники 6 апреля 1957 года в Ротенбурге местным епископом Карлом Йозефом Лейпрехтом. В 1957—1958 годах — викарий прихода Святого Сердца Иисуса в Штутгарте. С 1958 года по 1961 год преподавал в Богословской семинарии Тюбингена и был помощником профессоров Лео Шеффчика (будущего кардинала) и Ханса Кюнга. Затем стал профессором догматического богословия в Мюнстере (1961—1969), а в 1969 году стал там деканом теологического факультета. С 1970 года — профессор догматического богословия и декан теологического факультета в Тюбингене. В начале 1980-х годов вошёл в состав Международной Теологической комиссии, а в 1985 году стал действительным членом Гейдельбергской академии наук.

## Епископ
Назначен епископом Роттенбург-Штутгарта 4 апреля 1989 года. Рукоположён в сан 17 июня 1989 года в кафедральном соборе Святого Мартина в Ротенбурге. Ординацию проводил: Оскар Зайер, архиепископ Фрайбургский, помогали: Карл Леманн, епископ Майнцский и Франц Йозеф Кюнле, титулярный епископ Сорреса и вспомогательный епископ Роттенбург-Штутгарта.

## В Папском Совете по содействию Христианскому единству
В 1994 году Вальтер Каспер стал сопредседателем международной Комиссии по лютеранско-католическому диалогу. 16 марта 1999 года его назначили сначала Секретарём Папского Совета по содействию христианскому единству (оставил епископскую кафедру 31 мая 1999 года), а затем 3 марта 2001 года — его председателем.
Каспер работал над созданием Равенского документа и стал одним из первых официальных лиц католической церкви, прокомментировавших его (выступил перед прессой в день завершения работы комиссии, 16 ноября 2007 года)

## Кардинал
Вальтер Каспер был возведён в кардиналы папой римским Иоанном Павлом II на консистории от 21 февраля 2001 года, получил сан кардинала-дьякона с титулярной диаконией Оньиссанти-ин-виа-Аппиа-Нуова.
Участник Конклава 2005 года.
5 марта 2008 года кардиналу Вальтеру Касперу исполнилось 75 лет. В соответствии с Каноническим правом Римско-католической церкви он подал папе римскому прошение об отставке.
9 декабря 2008 года вместе с кардиналами Эчегараем и Глемпом представлял делегацию Святого Престола на похоронах Святейшего патриарха Московского и всея Руси Алексия II.
1 февраля 2009 года представлял делегацию Святого Престола на церемонии интронизации Святейшего патриарха Московского и всея Руси Кирилла.

## Отставка
25 июня 2010 года кардинал Каспер провёл пресс-конференцию по итогам своей деятельности на посту председателя Папского Совета по содействию Христианскому Единству, на которой объявил о своей скорой предстоящей отставке.
1 июля 2010 года было объявлено об отставке кардинала Каспера и назначении новым председателем Папского Совета по содействию Христианскому Единству — епископа Базеля Курта Коха, который был возведён в ранг архиепископа.
21 февраля 2011 года возведён в кардиналы-священники с титулом церкви pro hac vice Оньиссанти-ин-виа-Аппиа-Нуова.

## Уникальный случай
5 марта 2013 года кардиналу Вальтеру Касперу исполнилось 80 лет, и он потерял право на участие к Конклаве, но в связи с тем что Папа римский Бенедикт XVI сложил с себя сан 28 февраля 2013 года, а по апостольской конституции Universi Dominici Gregis, кардиналы не должны быть старше восьмидесяти лет в день перед смертью или отставкой Папы римского, кардинал Каспер участвовал в Конклаве, несмотря на то, что достиг восьмидесяти лет. Тем самым он стал первым (с 1963 года) кардиналом старше 80 лет, участвовавшим в Конклаве.

## Взгляды
Кардинал Вальтер Каспер известен своими либеральными взглядами в вопросах экуменизма. Среди кардиналов примыкает к «либеральной» группировке в Коллегии кардиналов.